# Yvonne Netter
Pour les articles homonymes, voir Netter.
Yvonne Netter, née le 8 avril 1889 dans le 11e arrondissement de Paris et morte le 30 août 1985 dans le 4e arrondissement de Paris,, est une avocate, féministe et résistante française.

## Biographie

### Origines et vie familiale
Issue d'un milieu bourgeois, Yvonne Netter est la fille de l'industriel alsacien Mathieu Netter et de Blanche Isaac. Elle perd sa mère à l'âge de 14 ans. Titulaire d'un brevet supérieur, elle effectue ensuite des études secondaires pour jeunes filles à la Sorbonne. Elle se marie en 1911 avec Pierre Isaac Gompel et elle donne naissance à un fils l'année suivante. De santé fragile, son mari est démobilisé dans les premières années de la Première Guerre mondiale. De 1915 à 1917, elle est infirmière major à l'hôpital militaire complémentaire de Meaux. En 1917, son mari quitte le foyer, et le couple divorce en 1918.

### Études et carrière d'avocate
Avec le soutien de son père, elle reprend alors ses études et obtient un baccalauréat. Elle se destine initialement à l'enseignement, mais elle a un enfant à charge et elle choisit donc le droit par raison. Comme elle avait été infirmière pendant la guerre, elle obtient sa licence en deux ans puis devient avocate en 1920. Sa thèse porte sur le travail de la femme mariée. Elle fait partie de la première génération de femmes avocates, la profession leur étant ouverte seulement depuis 1900. Elle s'inscrit au barreau de Paris la même année qu'Andrée Lehmann et que Marcelle Kraemer-Bach. La profession compte alors seulement 200 femmes.
Sa clientèle compte de nombreuses femmes et quelques personnalités. En 1924, elle assiste ainsi Jean Ernest-Charles pour défendre l'écrivain Victor Margueritte, accusé de plagiat.
En février 1930, dans l’affaire Violette Morris, elle défend, avec Juliette Veillier-Duray, la fédération sportive française féminine qui l'accuse d'homosexualité et de porter des vêtements d'hommes et refuse de lui renouveler sa licence à ce titre. 
Comme quelques-unes des rares femmes avocates de l'époque, elle publie un manuel sur le droit concernant les femmes et destiné au grand public. Intitulé Le Code de la femme, il est relayé par la presse féminine et féministe.

### Engagements féministe et sioniste

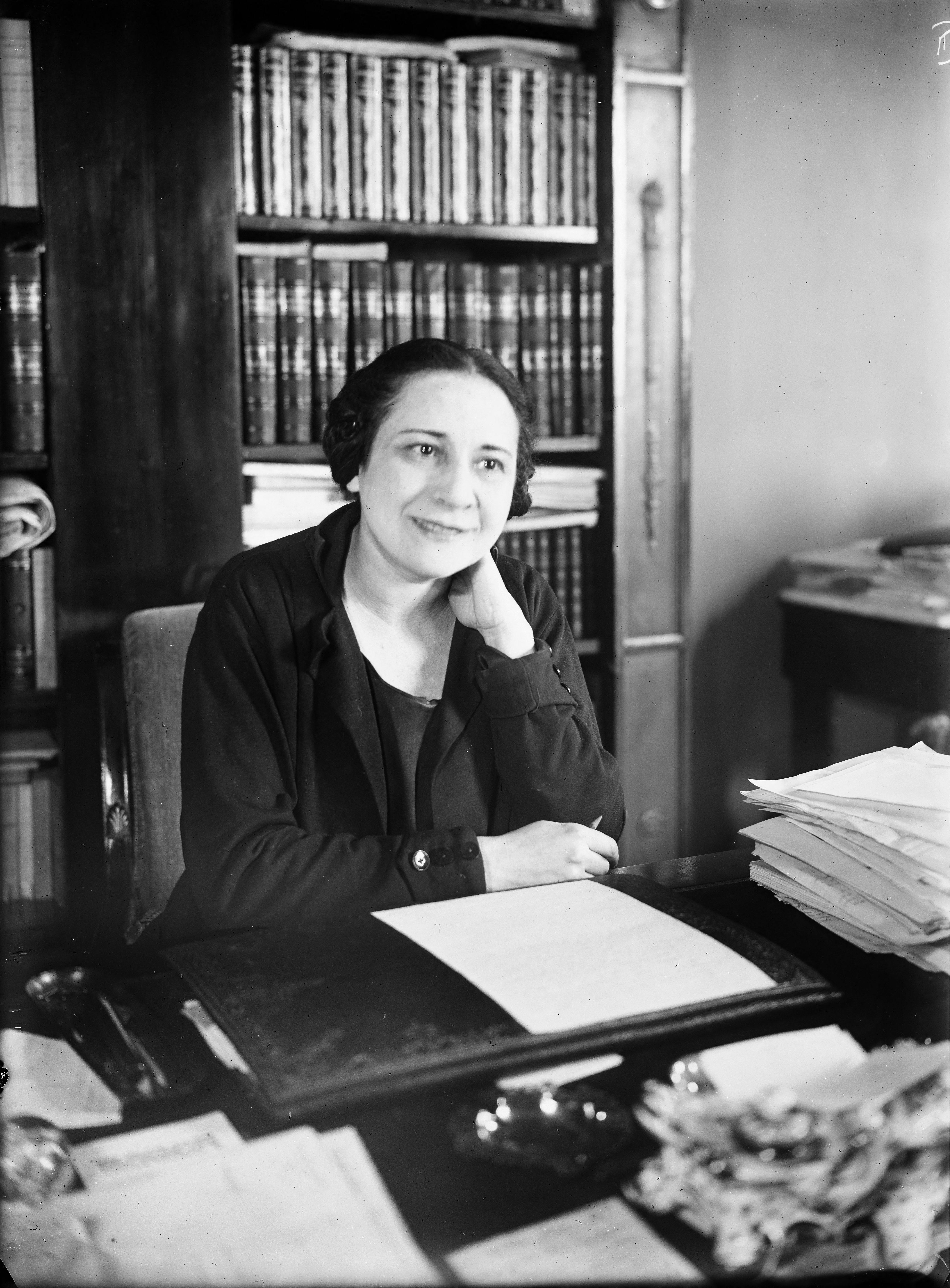
Yvonne Netter, par Thérèse Bonney.

Féministe, Yvonne Netter milite en faveur du droit de vote des femmes. Elle s'engage à la Ligue française pour le droit des femmes (LFDF) et à la Société pour l'amélioration du sort de la femme et la revendication de ses droits (SASFRD), qu'elle préside entre 1932 et 1934. Elle est aussi membre de plusieurs associations féminines (Union des femmes de carrières libérales et commerciales, Soroptimist et Association française des femmes diplômées des universités). En 1933, elle crée le Foyer-Guide féminin,,.
Soutien du mouvement sioniste, elle adhère à plusieurs associations féminines juives,. En 1923, avec Suzanne Zadoc-Kahn, elle fonde et préside l'Union des femmes juives pour la Palestine, section française et féminine de l'Organisation sioniste mondiale. Entre la fin de la décennie et 1939, elle donne des conférences en faveur du sionisme dans de nombreux pays (France, Égypte, Tunisie, Maroc, Belgique, Suisse, Luxembourg et Palestine) et y fait part de son enthousiasme pour les kibboutzim.
Entre les années 1930 et 1960, Yvonne Netter collabore à plusieurs journaux : Le Quotidien, L'Opinion républicaine, L'Univers israélite, La Dépêche africaine, Les Dernières Nouvelles d'Alsace, Le Journal, Les Dimanches de la femme, Minerva, Police magazine et Confidences.

### Guerre et après-guerre
Au début de la Seconde Guerre mondiale, en décembre 1940, elle se convertit au catholicisme sous l'influence de Madeleine Fauconneau du Fresne, une militante du Réarmement moral. Cette dernière avait engagé Yvonne Netter comme avocate, à la suite d'un conflit avec un voisin, et de cette rencontre est née une amitié.
Yvonne Netter est interdite d'exercer son métier d'avocate en 1941 du fait des lois sur le statut des Juifs. De novembre 1940 à juin 1942, elle fait partie d'un réseau de Résistance, s'y investissant comme « boîte aux lettres » et linotypiste depuis son domicile. Elle est arrêtée le 4 juillet 1942 par des policiers français et un membre de la Gestapo.
Internée à la caserne des Tourelles (Paris), au camp de Drancy à partir du 13 août puis à celui de Pithiviers à partir du 1er septembre, elle s'évade de ce dernier en février 1943, grâce à l'aide de Madeleine Fauconneau du Fresne et Line Piguet. Elle est cachée chez le maraîcher Henri Tessier puis chez Josèphe-Marie Massé à Gentilly. Pour avoir secouru Yvonne Netter, Madeleine Fauconneau du Fresne est internée plusieurs mois au camp de Beaune-la-Rolande, portant une étoile de David sur laquelle est inscrit « Amie des Juifs ». Cette dernière est finalement libérée le 11 juin 1943 pour insuffisance de preuves. Retrouvant Yvonne Netter, elle part avec elle chez des amis à Capvern (Hautes-Pyrénées), dans la zone sud. À Toulouse, Yvonne Netter retrouve son frère Léo, son épouse et leurs deux enfants ; jusque fin 1943, elle vit avec Madeleine à leur domicile. Léo Netter est néanmoins arrêté et déporté avec sa femme et leurs enfants dans un train qui quitte Toulouse le 30 juillet. Léo et ses enfants reviendront des camps d'extermination mais son épouse Annette y est assassinée. Yvonne Netter part alors chez des amis de Madeleine en Vendée puis revient à Paris où elle retrouve Madeleine ; les deux amies y vivent cachées jusqu'à la Libération. Entre juillet et décembre 1943 puis entre juin et août 1944, Yvonne Netter est agent de liaison du réseau de résistance Comète.
À la Libération, elle reprend sa profession d'avocate ; en 1950, elle est notamment l'avocate de la psychanalyste Margaret Clark-Williams, accusée d'exercice illégal de la médecine. Elle restera très amie avec Madeleine Fauconneau du Fresne jusqu'à sa mort en 1985. En 2018, cette dernière reçoit de Yad Vashem le titre de Juste parmi les nations pour la protection qu'elle a apportée à Yvonne Netter.
Yvonne Netter est nommée chevalier de la Légion d'honneur par décret du 2 août 1948, publié au Journal officiel du 23 septembre 1949, pris sur le rapport du ministre du Travail et de la Sécurité sociale, en qualité de présidente de société de secours mutuels, pour prendre rang du 16 mai 1950. Elle est ensuite promue au grade d'officier de la Légion d'honneur par décret du 20 avril 1963, publié au Journal officiel du 24 avril 1963, pris sur le rapport du ministre de la Justice, en qualité d'avocat à la cour d'appel de Paris.
Elle meurt le 30 août 1985 et est inhumée au cimetière du Montparnasse.

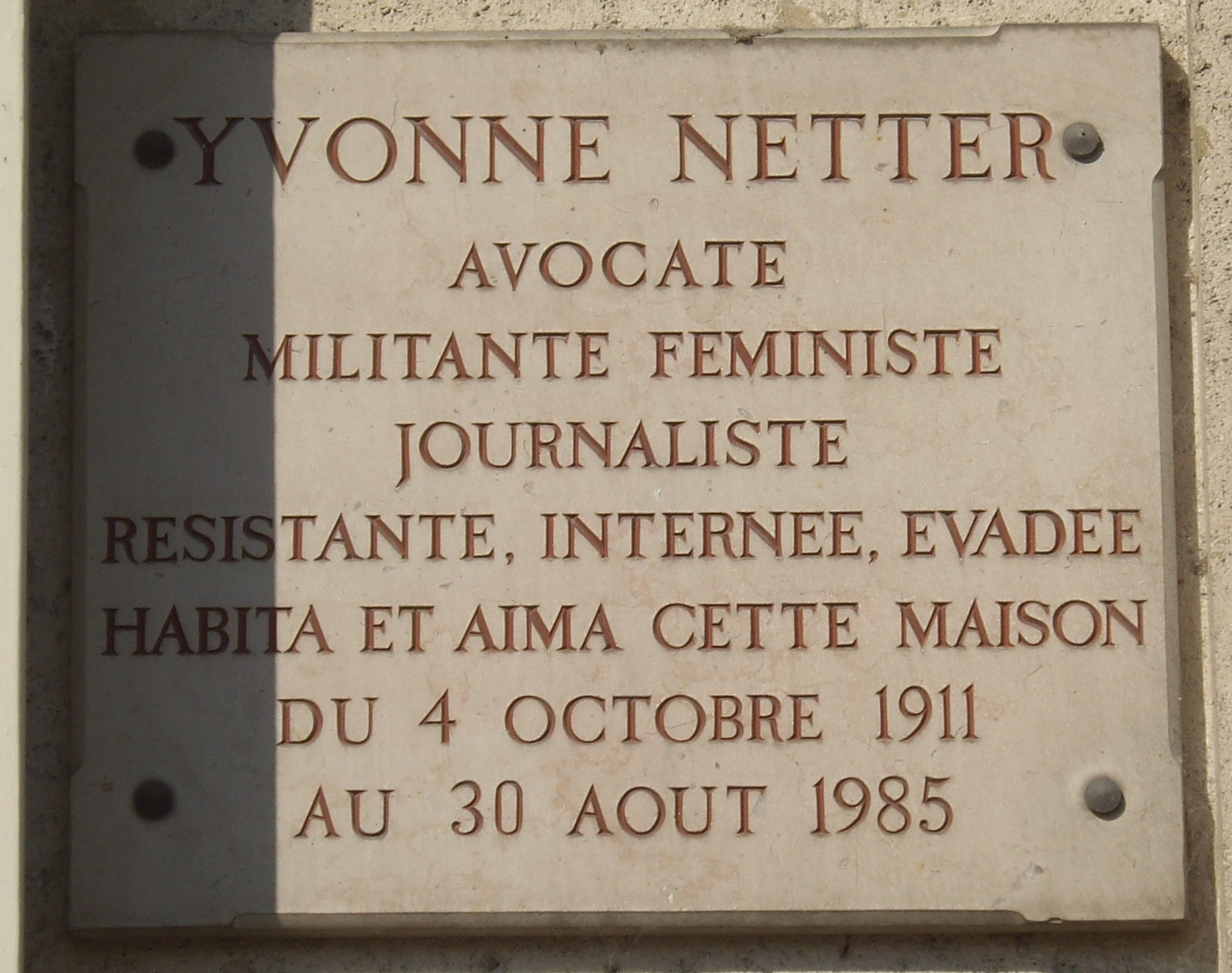
Plaque 3 quai aux Fleurs (Paris).

Une plaque lui rend hommage au 3 quai aux Fleurs (4e arrondissement de Paris), où elle vécut de 1911 à sa mort en 1985.
La bibliothèque Marguerite-Durand conserve un fonds d'archives Yvonne Netter, remis par son fils Didier Gompel-Netter. Un article du carnet de recherche de la bibliothèque retrace sa vie et sa carrière.

## Publications
- 1923 : Le Travail de la femme mariée, son activité professionnelle, préface de Jean Ernest-Charles.
- 1923 : L'indépendance de la femme mariée dans son activité professionnelle, publiée aux PUF sous le titre Le Travail de la femme mariée, son activité professionnelle[4].
- 1926 : Le Code de la femme, Éd. du Progrès civique, Paris.
- 1926 : Le Pierrot fantoche (roman).
- 1930 : Code pratique de la femme et de l'enfant.
- 1930 : Les problèmes de la famille et le féminisme.
- 1936 : Plaidoyer pour la femme française.
- 1947 : préface de Madeleine F.[auconneau] du Fresne, De l'enfer des hommes à la cité de Dieu.
- 1962 : La femme face à ses problèmes, défense quotidienne de ses intérêts.